# インペリア沖海戦
インペリア沖海戦は、第二次世界大戦中に地中海で生起した小規模な海戦。1944年10月1日にイタリア北西部インペリア沖でアメリカ合衆国の駆逐艦グリーヴスとナチス・ドイツの水雷艇TA24、TA29、TA32が交戦した。
イタリア降伏後ドイツ海軍は地中海で元イタリアの水雷艇などからなる一定の戦力を保持しており、機雷敷設、敵陣地砲撃、船団護衛などに従事していた。1944年10月1日夕刻、TA24、TA29、TA32（指揮官Wirich von Gartzen少佐）がジェノヴァを出撃し、途中でRボート3隻と合流してサンレーモ沖への機雷敷設へと向かった。
一方、連合国側でも第86任務部隊が展開していた。哨戒中であったグリーヴス（艦長W. M. Klee中佐）は21時7分に、連合国軍機がポルト・マウリツィオ沖で3隻の敵船を爆撃したとの報告を受け、その捜索へと向かった。
目標海域に敵艦が存在するとの情報を受け取るもドイツ軍は航行を続けたが、23時にTA24の見張りが大型艦を発見。続いて二隻の小型艦も報告した。大型艦はフランスの軽巡洋艦であると識別された。
グリーヴスは23時19分までには3隻を捉え、23時19分に砲撃を開始した。23時35分、グリーヴスは砲撃を受けKleeは敵の沿岸砲台が戦闘に加わってきたと判断した。23時39分にはレーダーが航空機を捉え、友軍機による誤爆を恐れグリーヴスは退避した。Kleeは3隻の商船を攻撃し内2隻は沈めたか大破させたと主張している。
23時30分に攻撃を受けたドイツ軍は任務続行を断念。回頭命令がだされたがその際にTA29がTA24に衝突した。TA29は後進によりどうにかTA24と離れ、ドイツ軍は東へ逃走しつつGartzenは23時34分に反撃の許可を出した。見張りは命中を報告し、敵艦は攻撃をやめて離脱していったことからドイツ軍は敵に大きな損害を与えたものと考えた。3隻の水雷艇は2日2時15分にジェノヴァに帰投している。またRボートは機雷敷設を成功させている。

## 注
1. ↑  参考文献の章タイトルがMystery Battle off Imperiaのため、この名称とした。